# SUPERワールドスタジアム
『SUPERワールドスタジアム』（スーパーワールドスタジアム、SUPER World Stadium）は、ナムコ（後のバンダイナムコエンターテインメントもしくはバンダイナムコアミューズメント）の野球ゲーム『プロ野球ファミリースタジアム』（ファミスタ）のシリーズ作品中、アーケードゲーム版『プロ野球ワールドスタジアム』（ワースタ）の後継作品として1991年から一時中断を経て2001年までリリースされたシリーズ作品。
大別して以下の3バージョンに分けられる。
- SYSTEM II基板使用（1991年 - 1993年、4タイトル）
- NB-1 SYSTEM基板使用（1995年 - 1997年、3タイトル）
- SYSTEM12基板使用（1998年 - 2001年、4タイトル）

『'93』のリリース後、従来のSYSTEM II基板でなくNB-1 SYSTEM基板を使用しファミスタシリーズの特徴である丸っこい体型の選手ではなくリアル志向を重視した『グレートスラッガーズ NEWワールドスタジアム』（以下『GS』）2タイトルがリリースされているため、1994年は『SUPERワースタ』としてのリリースが一時中断している。また、2002年以降は『GS』と同様にリアル志向の『熱チュー! プロ野球』へとアーケードの野球ゲーム展開が移り、ワールドスタジアムとしてのリリースは停止された。
いずれのシリーズも、部品調達難に伴い、2017年10月に修理サポートが終了した。

## SYSTEM II基板使用
- SUPERワールドスタジアム（1991年）
- SUPERワールドスタジアム'92（1992年）
- SUPERワールドスタジアム'92激闘版（同）
- SUPERワールドスタジアム'93激闘版（1993年）※本作がSYSTEM II基板を採用した最後のゲームとなった。

### 概要
画面レイアウトを一新し、前年まで用いられていた縦3分割から投手・打者のデータを別枠に表示し、1・3塁は走者がいる時のみ小窓で表示する方式に改められている。このレイアウトは翌1992年にスーパーファミコンで発売された『スーパーファミスタ』以降の家庭用作品でも継承されている。
選手名・球団名の実名化
選手名・球団名については1作目までは従来通り、変名が使用されていたが『'92』より日本野球機構（NPB）のライセンス許可が下りたことでいずれも実名化された。シリーズ初めてのウグイス嬢による「ファウルボールにご注意ください」「バッターの交代をお知らせします」などの台詞が出てくる（CV：荒木香恵）。
なお、1作目ではオリックス・ブレーブスがオリックス・ブルーウェーブに球団名を変更したことに伴い同球団をモデルにした球団は「ブラボーズ」から「ブルアローズ」に名称が変更されているが、家庭用ではどのタイトルも「ブラボーズ→ブルーウィンド」であり、相違が生じている。また、福岡ダイエーホークスをモデルにした球団は従来「ホーネッツ」であったが、本作のみ「ホームズ」に名称が変更されている（家庭用は変更無し）。
新球団の登場（1作目のみ）
実在の球団をベースにした12球団以外では以下の球団が追加されているが『'92』以降は4球団とも廃止された。
- オービーズ（略称・OB）

ファミコン版の「プロスターズ」（あるいはPCエンジン版『ワースタ』のオールドスターズ、MSX2版『ファミスタ』のオールドボーイズ）に相当する各球団のOBをモデルとする選手により構成される球団。オービーズ発足に伴い、前作まで存在した12球団のOB代打枠は廃止されている。
- フィフティーズ（略称・FI）

2リーグ制発足直後の1950年代に活躍した選手をモデルとする選手により構成される球団。
- アメリカンズ（略称・A）

アメリカンリーグ加盟球団の選手をモデルにした選手により構成されるオールスターチーム。なお、『スーパーファミスタ』以降に登場する同名の球団はアメリカ合衆国の都市名を付けた選手で構成される全く別の球団である。
- ナシオナルズ（略称・N）

ナショナルリーグ加盟球団の選手をモデルにした選手により構成されるオールスターチーム。なお、ワシントン・ナショナルズは本作のリリース当時、モントリオール・エクスポズであり無関係。
球場数の増加
『ワースタ'90』より2増1減（「こーらくえん」が廃止された）の4球場となっている。
- ドーム（東京ドームがモデル）
- こーしえん（阪神甲子園球場がモデル。『ワースタ』3作より引き続き登場。ただし、前作までと異なりラッキーゾーンを撤去）
- シーサイド（千葉マリンスタジアムがモデル）
- マンハッタン（ヤンキースタジアムがモデル。『ワースタ』3作の「メジャー」に相当）

特別仕様モード
1992年のシーズン途中でリリースされたマイナーチェンジ版の3作目『'92激闘版』以降、ディップスイッチの設定変更により特定球団を贔屓する「特別仕様モード」を設定することが可能になっている。このモードで贔屓球団を設定するとその球団は打者全員が常に「好調」状態となり、応援も通常より豪華仕様に変更される。

## NB-1 SYSTEM基板使用
- SUPERワールドスタジアム'95（1995年）
- SUPERワールドスタジアム'96（1996年）
- SUPERワールドスタジアム'97（1997年）

### 概要
1993年から1994年にかけてリリースされた『GS』を挟んで再開された第2バージョン。選手の体型は『'93』までと同様の丸っこいタイプに戻される一方、球場データを始め『GS』からの流用も見られる。
なお、以後のアーケードゲームはポリゴン描画が主流となり、『ワースタ』においてもその流れは例外ではなかったため『'97』はナムコがリリースしたアーケードゲームとしては最後のドット絵による描画手法を用いた作品となっている。
公式戦・トーナメントの追加
従来通りの単発1試合形式（ノーマルゲーム）に加え「プロ野球公式戦」「プロ野球トーナメント」の各モードが追加された。ただし、『'97』ではトーナメントモードは廃止されている。
DH制の採用
『GS』から継承した要素で、試合開始前に指名打者（DH）制ルール採用の可否を選択することが可能になった（公式戦モードでは、使用チームの所属するリーグにより固定）。
新球団の登場（『'96』以降）
以下の球団が新規に追加されている。ただし、これらの球団はノーマルゲーム以外のモードでは使用不可となっている。
- 60's・70's・80's・'90's

『'96』に登場。1作目のみ登場したオービーズ以来となるOB選手中心のチームで、所属選手が活躍した年代別に1960年代の「60's」、1970年代の「70's」、1980年代の「80's」、1990年代前半の「90's」と4球団に分かれている。いずれも現役選手に対するNPBのライセンスとは別に、日本プロ野球OBクラブの認可で実名を使用。プレイヤーの使用頻度が低かったためか4球団とも『'97』では廃止され、1作限りの登場となった。
- U.S.A

1作目ではアメリカンズ・ナシオナルズの2チームに分かれて登場していたアメリカ大リーグのオールスター（家庭用のメジャーリーガーズに相当）。
球場の変更
『GS』で追加された球場と、『GS』では廃止されていたが復活した球場の計6球場で構成されている。なお、マンハッタン（メジャー）は『GS』で廃止されたまま『'95』では復活しなかった。
- ヒルサイド（『GS』より登場。西武ライオンズ球場がモデル。同球場の「西武ドーム」への改称は1998年、完全ドーム化は1999年）
- トラッド（『'93』までの「こーしえん」に同じだが、『GS』でこの名称に改称。阪神甲子園球場がモデル）
- アーバン（『GS』より登場。明治神宮野球場がモデル）
- 開閉ドーム（『GS』より登場。福岡ドームがモデル）
- エアドーム（『'93』までの「ドーム」に同じ。『GS』では廃止されていたが復活。東京ドームがモデル）
- シーサイド（『GS』では廃止されていたが復活。千葉マリンスタジアムがモデル）

## SYSTEM12基板使用
- SUPERワールドスタジアム'98（1998年）
- SUPERワールドスタジアム1999（1999年）
- SUPERワールドスタジアム2000（2000年）
- スーパーワールドスタジアム2001（2001年）

### 概要
前述の通り『'98』以降のSUPERワースタはポリゴン描画となり、画面レイアウトやゲームシステムも大幅に変更されている。家庭用では既に、『スーパーファミスタ4』（1995年発売）がコナミの『実況パワフルプロ野球』シリーズに対抗して大幅なゲームシステムの変更を行っていたが、アーケードでは家庭用より2年遅れでシステム変更が行われた。
また、本作よりナムコスターズが登場している。
勝ち抜きトーナメント
『1999』より導入。従来はコールドの場合を除き9イニングまでプレイするためには4回表・7回表に追加コインを投入する必要があったが、このモードでは7回表から試合が始まるため追加コインを投入しなくても決着するようになっている（引き分けの場合はホームアドバンテージによりCPU側の勝ち＝プレイヤーの負けと同じ扱いになる）。
これにより「ワースタ杯」と呼ばれるトーナメントで1回戦・2回戦・リーグ決勝・準決勝（セントラル・リーグまたはパシフィック・リーグの優勝チームと対戦）・決勝（U.S.Aと対戦）の5試合に勝ち続ければ1コインでゲームを終了させることが可能になっている。最終作『2001』では、1試合減って2回戦でリーグ優勝の計4試合となった。
球場の実名化
それまでは実在の球場をモデルにした架空の球場が使用されていたが、球場からも個別に使用許可を取得し実在する12球団の本拠地11球場（当時、東京ドームは読売ジャイアンツと日本ハムファイターズで兼用）が使用可能になった。11球場以外には以下の2球場が登場する。
- 河川敷球場（『プロ野球ファミリースタジアム'88|ファミスタ'88』以来、家庭用では何度も登場している球場。狭いのでホームランが出やすい）
- メジャースタジアム（『'93』においてマンハッタンの名称で登場して以来の復活。ヤンキースタジアムがモデル）

ナムコスターズ登場
家庭用では1986年のファミスタ第1作から登場しているナムコスターズが「東京ナムコスターズ」の名称でアーケード版ワースタでは初めて登場した。ただし『'98』では以下の3チームに分かれており『2000』で最終的に本家を凌ぐ強豪チーム「ナムコオールスターズ」に集約されている。下記の3チーム以外では『'96』および『'97』に引き続き「U.S.A」が最終作の『2001』まで登場している。
選手用のグラフィックが個人単位で用意されるようになったため、ユニフォームを着ずオリジナルのゲームそのままの姿で登場する選手も多い。
- 東京ナムコスターズ（'98・1999）

家庭用では野手のワギャン・ギル（『ドルアーガの塔』他）・たろすけ（『妖怪道中記』）が投手で、同じく家庭用では投手のゼビウス・ギャラガが野手で登場するなど大幅な相違が見られる。さらに『'99』ではそれまで不動の4番打者であったパックマンが投手へ転向し、以後は最終作『2001』まで三島平八が4番に定着。パックマンが投手になったのはこの1作限りで『2000』以後は監督業に専念するようになった。
- 大和撫子プリティーズ（'98） → ニコタマギャルズ（1999）

女性キャラクターのみで編成されたチーム（家庭用では、1993年発売の『スーパーファミスタ2』でナムコスターズの女性選手入団が解禁されている）。『1999』では当時、ナムコ・ワンダーエッグが開場していた二子玉川に因んで球団名を変更。「2000」では東京ナムコと合併し、ナムコオールスターズとなった。
- 鉄拳ウォリアーズ（'98）

『'98』のみ登場。その名の通り、鉄拳シリーズに登場するキャラクターのみで構成された球団。ただし、ニーナ・ウィリアムスやソンミナを始めとする女性キャラクターはプリティーズに参加している。代打のクマは鮭をバット代わりに使用する。『1999』では東京ナムコに吸収合併された。
- ナムコオールスターズ（2000・2001）

東京ナムコとニコタマの合併により誕生。『2001』のナムコオールスターズはピノを筆頭に走力の優れた選手が揃い、足で掻き回す野球を得意とするうえに強力な代打陣を誇り、家庭用の弱小ぶりとは比べものにならない強力なチームになっている。
先発メンバー入れ替え・守備位置変更（2000・2001）
従来は試合開始時に打順変更のみが可能であったが『2000』より先発メンバーを控え選手と入れ替えることが可能になった。また、試合中に投手を含め守備位置の変更が可能となり、野手と投手の守備位置を入れ替えて野手をマウンドに立たせることも可能になった。
一球勝負モード（2000・2001）
2ストライク・3ボールのフルカウントで相手投手が投げる球を打ち返す真剣勝負モード。
スロットリンクシステム（2000・2001）
PlayStation版『ワールドスタジアム3』以降のデータを保存したメモリーカードからデータを読み出すことで、家庭用で育成した「分身くん」を試合に参加させることが出来る。PlayStation用メモリーカードを挿入できるスロットを備えた筐体のみ対応。